# 1462 en santé et médecine
| Années de la santé et de la médecine : 1459 - 1460 - 1461 - 1462 - 1463 - 1464 - 1465    |
| Décennies de la santé et de la médecine : 1430 - 1440 - 1450 - 1460 - 1470 - 1480 - 1490 |

Cet article présente les faits marquants de l'année 1462 en santé et médecine.

## Événements
- Février : le duc de Bourgogne Philippe le Bon est atteint d'une grave maladie, « dont le stade aigu dure quatre mois [et au cours de laquelle] huit médecins sont appelés de Bruxelles en son château du Coudenberg[1] ».
- Fondation à Francfort de la pharmacie Hirsch, qui est à l'origine de l'actuel Fresenius Medical Care, laboratoire allemand spécialisé dans les produits et équipements de dialyse et de circulation extracorporelle[2].
- 1461-1462 : Rabodus Kremer, apothicaire de Francfort, « se rend [à Venise] pour y acquérir des produits nécessaires à la pharmacie de la ville[3],[4] ».
- Vers 1460-1462 : Jean Esquenart, docteur en médecine et futur évêque de Sisteron, fonde à Arquenay dans le Maine un hôpital Saint-Sulpice destiné à l'accueil des pèlerins[5].

## Naissances
- 24 juillet : Giovanni Manardo[6] (mort en 1536), médecin, botaniste et humaniste italien, élève de Nicolas Léonicène à Ferrare, Premier médecin du roi de Hongrie Ladislas VI[7], auteur de « Lettres médicales » (Epistolarium medicinalium libri duodeviginti) dont Rabelais éditera le second tome en 1532[8].
- 16 septembre : Pietro Pomponazzi (mort en 1525), docteur en médecine, professeur de philosophie à Padoue, auteur d'un Traité de l'immortalité de l'âme condamné par l'Inquisition[9].

## Décès
- Nicolas Pistor (né vers 1402), professeur de médecine allemand, père de Simon, médecin également[10].
- Vers 1462[11] ou en 1468 : Michel Savonarole (né en 1384 ou 1385), médecin humaniste italien, professeur à Padoue, médecin de Nicolas d'Este à Ferrare, grand-père de Jérôme Savonarole[12],[13].